# Jakob Bappert
Jakob Joseph Bappert (* 11. Mai 1884 in Lay; † 21. April 1954 in Langen (Hessen)) war ein deutscher Philosoph, Naturwissenschaftler und Psychologe.

## Leben
Er war der Sohn des Lehrers Ferdinand Bappert († 1916) und wurde am 11. Mai 1884 in Lay an der Mosel unweit von Koblenz geboren. Seine Mutter Anna Maria Bappert geborene Schuler starb bereits 1889, als Jakob fünf Jahre alt war. Nach dem Besuch der Volksschule ging er an das Gymnasium und nach dem Abitur besuchte er zunächst eine Theologische Lehranstalt und studierte dann Theologie, Philosophie und Psychologie u. a. an der Universität Rom. An der Universität Frankfurt am Main promovierte er im Jahre 1923 zum Dr. phil. nat. Im Anschluss war er von 1910 bis 1917 als Dozent für Philosophie und Kirchenrecht an der Theologischen Lehranstalt in Limburg an der Lahn tätig. Aufgrund des Ersten Weltkrieges wurde er als Psychologe im Hirnverletztenlazarett Sommerhoff in Frankfurt am Main tätig. Nach Kriegsende wechselte er als Psychologe an das Stadtgesundheitsamt in Frankfurt, wo er speziell in der Jugendschutzstelle tätig war. Nach Kriegsende war er an der Einführung des Schulgebets in Hessen durch Minister Erwin Stein beteiligt.
Jakob Bappert war u. a. Mitglied im Nationalsozialistischen Lehrerbund (NSLB), in der Gesellschaft für experimentelle Psychologie und in der Deutschen Philosophischen Gesellschaft.
Er war verheiratet mit Gertrud Böhme aus Berlin. Aus der gemeinsamen Ehe gingen die beiden Söhne Wolfram und Eberhard und die Tochter Ursula hervor.

## Schriften
- Kritik des Okkultismus vom Standpunkt der Philosophie und der Religion, Frankfurt a. M.: Patmos-Verlag, 1921.
- Neue Untersuchungen zum Problem des Verhältnisses von Akkommodation und Konvergenz zur Wahrnehmung der Tiefe, Leipzig: J. A. Barth, 1922.
- Zur Berufsfähigkeit der Hilfsschüler, Halle [Saale]: C. Marhold, 1927.
- Gedanken zur modernen Psychotherapie, in: Deutsche medizinische Wochenschrift 74 (1949), Nr. 44, Seiten 1330–1331.